# Friedrich von Derenthall
Friedrich Wilhelm Karl Eduard von Derenthall (* 13. Juni 1797 in Butow, Arnswalder Kreis; † 26. Mai 1874 in Berlin) war ein preußischer Generalleutnant.

## Leben

### Herkunft
Er war der Sohn von Anton Philipp Ludwig Friedrich Otto von Derenthall († 31. Oktober 1831 in Jakobshagen) aus dem Adelsgeschlecht Derenthall und dessen Ehefrau Elisabeth Ida Bernhardine, geborene von Normann. Sein Vater war Hofmarschall der Prinzessin Amalie von Preußen sowie Herr auf Butow und Wallbruch.

### Militärkarriere
Derenthall trat während der Befreiungskriege am 1. Januar 1814 als Dragoner in das Dragonerregiment „Königin“ der Preußischen Armee ein. Dort wurde er am 29. Januar 1815 zum Portepeefähnrich ernannt und am 7. Mai 1815 zum Sekondeleutnant befördert. Ab 1819 diente Derenthall als Regimentsadjutant, wurde im Juni 1825 Premierleutnant und kam Ende März 1826 als Adjutant zur 11. Division nach Breslau. Vier Jahre später erfolgte seine Versetzung als Adjutant zur 1. Garde-Kavallerie-Brigade. Mit seiner Beförderung zum Rittmeister am 21. Juli 1832 wurde Derenthall Chef der 6. Eskadron im Regiment der Gardes du Corps in Berlin. Innerhalb des Regiments kommandierte er dann wechselweise weitere Eskadronen, wurde am 22. März 1843 zum Major befördert und am 31. März 1846 etatsmäßiger Stabsoffizier. Vom 25. Januar 1850 bis zum 24. April 1854 fungierte er als Kommandeur 8. Kürassier-Regiments und wurde in dieser Stellung zwischenzeitlich am 19. April 1851 zum Oberstleutnant sowie am 23. März 1852 zum Oberst befördert. Als solcher hatte er anschließend das Kommando über das Regiment der Gardes du Corps. Am 18. September 1856 wurde Derenthall unter Ernennung zum Kommandeur der 7. Kavallerie-Brigade nach Magdeburg versetzt und einen knappen Monat später zum Generalmajor befördert. In Würdigung seiner Leistungen in der Truppenführung erhielt er am 24. Februar 1857 den Roten Adlerorden II. Klasse mit Eichenlaub.
Seinem erbetenen Abschied wurde Derenthall am 5. April 1859 nicht entsprochen. Er erhielt stattdessen am 14. Juni 1859 den Posten als Kommandant von Breslau und wurde am 3. Mai 1860 als Generalleutnant mit Pension zur Disposition gestellt. In nachmaliger Anerkennung seiner Verdienste verlieh ihm König Wilhelm I. am 22. März 1863 den Stern zum Kronenorden II. Klasse.
Nach seinem Tod wurde er am 28. Mai 1874 auf dem Invalidenfriedhof beigesetzt. Derenthall war Rechtsritter des Johanniterordens.